# Motumua
Motumua ist ein kleines Motu (Riffinselchen) im Riffsaum des Atolls Nukufetau im Inselstaat Tuvalu.

## Geographie
Motumua liegt als südöstlichstes Motu zusammen mit Fale, Savave und Temotuloto an der Südwestspitze des Atolls. Die Insel hat einen grob dreieckigen Grundriss mit der breitesten Stelle im Westen, sie ist dicht bewaldet und unbewohnt.